# Liste der Träger des Nationalpreises der DDR II. Klasse für Wissenschaft und Technik (1949–1959)
Diese Liste stellt die Träger des Nationalpreises der DDR in der II. Klasse für Wissenschaft und Technik von 1949 bis 1959 dar. Zu den anderen Jahrzehnten und Stufen siehe die Liste der Listen der Träger des Nationalpreises der DDR.

## Liste
| Auflistung nach Jahren                                 |
| 1949 1950 1951 1952 1953 1954 1955 1956 1957 1958 1959 |

| Jahr | Preisträger | Preisträger | Verleihungsgrund | Anmerkung |
| --- | --- | --- | --- | --------- |
| 1949 ↑ | Heinrich Barkhausen | Professor an der TH Dresden | für seine Arbeiten auf dem Gebiet Schwachstromtechnik |           |
| 1949 ↑ | Hans Cloos | Professor an der Universität Bonn | für seine Arbeiten auf dem Gebiet der Granittechnik, als deren Begründer er gilt, und sein Lehrbuch Einführung in die Geologie |           |
| 1949 ↑ | Theodor Frings | Professor an der Universität Leipzig | für seine Arbeiten auf dem Gebiet der Kulturmorphologie und der Erforschung der deutschen Mundarten und Dialekte |           |
| 1949 ↑ | Richard Hamann | Kunsthistoriker, Professor an den Universitäten Marburg und Berlin | für sein wissenschaftliches Werk Geschichte der Kunst |           |
| 1949 ↑ | Friedrich Hund | Professor der theoretischen Physik an der Uni Jena | für seine grundlegenden wissenschaftlichen Arbeiten zum Aufbau der Materie, insbesondere der Quantenphysik |           |
| 1949 ↑ | Hans Knöll | Leiter des Instituts für Mikrobiologie bei den Jenaer Glaswerken | für die Entwicklung der Herstellung von Penicillin |           |
| 1949 ↑ | Robert Schröder | Professor an der Uni Leipzig | für seine Verdienste auf dem Gebiet der Gynäkologie |           |
| 1949 ↑ | Kollektiv Chemie | | |           |
| 1949 ↑ | Ernst Schmitz | Professor im Werk „Organa“ Magdeburg | für die Entwicklung des Heilmittels Arsaminol |           |
| 1949 ↑ | Robert Grießbach | Chemiker in der Filmfabrik Wolfen | |           |
| 1949 ↑ | Johannes Nelles | Werkleiter der Buna-Werke | Verdienste in der Bunaproduktion |           |
| 1949 ↑ | Bernhard Schätzel | | Herstellung von Phosphordüngemitteln |           |
| 1949 ↑ | Erich Reißmann | | Gewinnung von sup. Schwefelsäure |           |
| 1949 ↑ | Kollektiv Hüttenwerke | | |           |
| 1949 ↑ | Herbert Sedlaczek | technischer Direktor der Maxhütte | |           |
| 1949 ↑ | Helmut Hensel | Werksleiter der Maxhütte | |           |
| 1949 ↑ | Otto Ringel | Abteilungsleiter in der Maxhütte | |           |
| 1949 ↑ | Erich Pfrötschner | Werksleiter des Stahl- und Walzwerks Riesa | |           |
| 1949 ↑ | Karl Pilling | Gießereimeister im Stahl- und Walzwerk Riesa | |           |
| 1949 ↑ | Richard Schmidt | Schmelzmeister im Gußstahlwerk Hennigsdorf | |           |
| 1949 ↑ | Otto Krüger | Abteilungsleiter im Eisen- und Hüttenwerk Thale | |           |
| 1949 ↑ | Kollektiv von Gustav Becker des Instituts für Pflanzenzüchtung | Kollektiv von Gustav Becker des Instituts für Pflanzenzüchtung | für die Entwicklung neuer Pflanzensorten |           |
| 1949 ↑ | Gustav Becker | Leiter des Instituts | für die Entwicklung neuer Pflanzensorten |           |
| 1949 ↑ | Paul Vogel | Mitarbeiter des Instituts | für die Entwicklung neuer Pflanzensorten |           |
| 1949 ↑ | Alfred Schneider | Mitarbeiter des Instituts | für die Entwicklung neuer Pflanzensorten |           |
| 1949 ↑ | Joachim Müller | Mitarbeiter des Instituts | für die Entwicklung neuer Pflanzensorten |           |
| 1949 ↑ | Georg Sörgel | Mitarbeiter des Instituts | für die Entwicklung neuer Pflanzensorten |           |
| 1950 ↑ | Hans Ertel | Prof. für Meteorologie und Geophysik an der HUB, Direktor des Instituts für Meteorologie und Geophysik | für seine Arbeiten auf dem Gebiet der theoretischen Meteorologie |           |
| 1950 ↑ | Walter Friedrich | Prof. für mediz. Physik und Strahlenkunde HUB, Rektor der HUB | für seine Arbeiten auf dem Gebiet der Strahlen und ihrer biologischen und therapeutischen Anwendung. |           |
| 1950 ↑ | Werner Winkler | Werkleiter des Kunstseidenwerkes „Friedrich Engels“ in Premnitz | für die Herstellung von Perlon aus einheimischen Grundstoffen. |           |
| 1950 ↑ | Das „Hagemann-Kollektiv“ des Verlages Volk und Wissen Berlin | Das „Hagemann-Kollektiv“ des Verlages Volk und Wissen Berlin | für die Schaffung neuer vorbildlicher Schulbücher |           |
| 1950 ↑ | Karl Hagemann, Berlin | | für die Schaffung neuer vorbildlicher Schulbücher |           |
| 1950 ↑ | Alfred Helge, Leipzig | | für die Schaffung neuer vorbildlicher Schulbücher |           |
| 1950 ↑ | Rolf Lüders, Mahlow | | für die Schaffung neuer vorbildlicher Schulbücher |           |
| 1950 ↑ | Artur Ploog, Berlin | | für die Schaffung neuer vorbildlicher Schulbücher |           |
| 1950 ↑ | Johannes Feuer, Berlin | | für die Schaffung neuer vorbildlicher Schulbücher |           |
| 1950 ↑ | Artur Pludra, Leipzig | | für die Schaffung neuer vorbildlicher Schulbücher |           |
| 1950 ↑ | Hubert Offermanns, Berlin | | für die Schaffung neuer vorbildlicher Schulbücher |           |
| 1950 ↑ | Ernst Z. Ichenhäuser, Berlin | | für die Schaffung neuer vorbildlicher Schulbücher |           |
| 1950 ↑ | Robert Alt, Klein-Machnow | | für die Schaffung neuer vorbildlicher Schulbücher |           |
| 1950 ↑ | Hans Baltzer, Berlin | | für die Schaffung neuer vorbildlicher Schulbücher |           |
| 1950 ↑ | Das Kollektiv „Landwirtschaftsausstellung“ | Das Kollektiv „Landwirtschaftsausstellung“ | für die vorbildliche Gestaltung der ersten Landwirtschaftsausstellung der DDR im September 1950 in Leipzig. |           |
| 1950 ↑ | Oscar Baumgarten, Birkenwerder | | für die vorbildliche Gestaltung der ersten Landwirtschaftsausstellung der DDR im September 1950 in Leipzig. |           |
| 1950 ↑ | Walter Albert, Hadmersleben | | für die vorbildliche Gestaltung der ersten Landwirtschaftsausstellung der DDR im September 1950 in Leipzig. |           |
| 1950 ↑ | Karl Albrecht, Berlin-Neukölln | | für die vorbildliche Gestaltung der ersten Landwirtschaftsausstellung der DDR im September 1950 in Leipzig. |           |
| 1950 ↑ | Kollektiv „Werra-Spinnmaschine“ der Kammgarnspinnerei Niederschmalkalden | Kollektiv „Werra-Spinnmaschine“ der Kammgarnspinnerei Niederschmalkalden | für die praktische Durchführung des Umbaues der Selfaktorspinnmaschine zu einer Ringspinnmaschine |           |
| 1950 ↑ | Herbert Strampfer | | für die praktische Durchführung des Umbaues der Selfaktorspinnmaschine zu einer Ringspinnmaschine |           |
| 1950 ↑ | Friedrich Kehr | | für die praktische Durchführung des Umbaues der Selfaktorspinnmaschine zu einer Ringspinnmaschine |           |
| 1950 ↑ | Kurt Blumschein | | für die praktische Durchführung des Umbaues der Selfaktorspinnmaschine zu einer Ringspinnmaschine |           |
| 1950 ↑ | Fritz Meyer | | für die praktische Durchführung des Umbaues der Selfaktorspinnmaschine zu einer Ringspinnmaschine |           |
| 1950 ↑ | Walter Aßmuß | | für die praktische Durchführung des Umbaues der Selfaktorspinnmaschine zu einer Ringspinnmaschine |           |
| 1950 ↑ | Adolf Müller | | für die praktische Durchführung des Umbaues der Selfaktorspinnmaschine zu einer Ringspinnmaschine |           |
| 1950 ↑ | Karl Weyh | | für die praktische Durchführung des Umbaues der Selfaktorspinnmaschine zu einer Ringspinnmaschine |           |
| 1950 ↑ | Das Rhenium-Kollektiv | Das Rhenium-Kollektiv | für die erstmalige industrielle Gewinnung von Rhenium |           |
| 1950 ↑ | Wilhelm Feit | Chemiker | für die erstmalige industrielle Gewinnung von Rhenium |           |
| 1950 ↑ | Karl Wagenmann | Leiter der HA-Hütten der VVB Mansfeld | für die erstmalige industrielle Gewinnung von Rhenium |           |
| 1950 ↑ | Georg Lindemann | Leiter der Abteilung Chemie der VVB Mansfeld | für die erstmalige industrielle Gewinnung von Rhenium |           |
| 1950 ↑ | Das Kollektiv Großwälzfräsmaschine | Das Kollektiv Großwälzfräsmaschine | für die Konstruktion einer Großwälzfräsmaschine für Zahnräder |           |
| 1950 ↑ | Erich Schröter | Konstrukteur, S.K.T.B. Chemnitz | für die Konstruktion einer Großwälzfräsmaschine für Zahnräder |           |
| 1950 ↑ | Friedrich Schneider | Betriebsleiter der VVB Deutsche Niles-Werke, Siegmar-Schönau | für die Konstruktion einer Großwälzfräsmaschine für Zahnräder |           |
| 1950 ↑ | Egon Grosch | Oberingenieur VVB Deutsche Niles-Werke, Siegmar-Schönau | für die Konstruktion einer Großwälzfräsmaschine für Zahnräder |           |
| 1950 ↑ | Kurt Eydam | Meister für Montage der VVB Deutsche Niles-Werke, Siegmar-Schönau | für die Konstruktion einer Großwälzfräsmaschine für Zahnräder |           |
| 1950 ↑ | Das Schnelldrehkollektiv | Das Schnelldrehkollektiv | für die Auslösung der Schnelldrehbewegung in der Deutschen Demokratischen Republik |           |
| 1950 ↑ | Erich Wirth | Obermeister bei der SAG „Gerät“ | für die Auslösung der Schnelldrehbewegung in der Deutschen Demokratischen Republik |           |
| 1950 ↑ | Heinz Reuper, Brigadeführer | Schnelldrehbrigade der Maschinenfabrik Buckau-Wolf | für die Auslösung der Schnelldrehbewegung in der Deutschen Demokratischen Republik |           |
| 1950 ↑ | Walter Elze | Schnelldrehbrigade der Maschinenfabrik Buckau-Wolf | für die Auslösung der Schnelldrehbewegung in der Deutschen Demokratischen Republik |           |
| 1950 ↑ | Herbert Klockenmeier | Schnelldrehbrigade der Maschinenfabrik Buckau-Wolf | für die Auslösung der Schnelldrehbewegung in der Deutschen Demokratischen Republik |           |
| 1950 ↑ | Paul Meseberg | Schnelldrehbrigade der Maschinenfabrik Buckau-Wolf | für die Auslösung der Schnelldrehbewegung in der Deutschen Demokratischen Republik |           |
| 1950 ↑ | Kurt Wegener | Schnelldrehbrigade der Maschinenfabrik Buckau-Wolf | für die Auslösung der Schnelldrehbewegung in der Deutschen Demokratischen Republik |           |
| 1950 ↑ | Horst Waesche | Schnelldrehbrigade der Maschinenfabrik Buckau-Wolf | für die Auslösung der Schnelldrehbewegung in der Deutschen Demokratischen Republik |           |
| 1950 ↑ | Joachim Leineweber | Schnelldrehbrigade der Maschinenfabrik Buckau-Wolf | für die Auslösung der Schnelldrehbewegung in der Deutschen Demokratischen Republik |           |
| 1950 ↑ | Reinhold Weber | Schnelldrehbrigade der Maschinenfabrik Buckau-Wolf | für die Auslösung der Schnelldrehbewegung in der Deutschen Demokratischen Republik |           |
| 1950 ↑ | Horst Simon | Schnelldrehbrigade der Maschinenfabrik Buckau-Wolf | für die Auslösung der Schnelldrehbewegung in der Deutschen Demokratischen Republik |           |
| 1950 ↑ | Ernst Säuberlich, Meister | Schnelldrehbrigade der Maschinenfabrik Buckau-Wolf | für die Auslösung der Schnelldrehbewegung in der Deutschen Demokratischen Republik |           |
| 1950 ↑ | Hannes Grunert, Vorarbeiter | Schnelldrehbrigade der Maschinenfabrik Buckau-Wolf | für die Auslösung der Schnelldrehbewegung in der Deutschen Demokratischen Republik |           |
| 1950 ↑ | Bergbau-Kollektiv der Wismut-AG | Bergbau-Kollektiv der Wismut-AG | für neue Methoden der Arbeitsvorbereitung und der Projektierung von Schachtbauten sowie der Verbesserung der Arbeitsbedingungen und der Mechanisierung der Arbeit im Bergbau |           |
| 1950 ↑ | Günther Erdmann | | für neue Methoden der Arbeitsvorbereitung und der Projektierung von Schachtbauten sowie der Verbesserung der Arbeitsbedingungen und der Mechanisierung der Arbeit im Bergbau |           |
| 1950 ↑ | Otto Volk | | für neue Methoden der Arbeitsvorbereitung und der Projektierung von Schachtbauten sowie der Verbesserung der Arbeitsbedingungen und der Mechanisierung der Arbeit im Bergbau |           |
| 1950 ↑ | Herbert Drechsler | | für neue Methoden der Arbeitsvorbereitung und der Projektierung von Schachtbauten sowie der Verbesserung der Arbeitsbedingungen und der Mechanisierung der Arbeit im Bergbau |           |
| 1950 ↑ | Gerhard Hähnel | | für neue Methoden der Arbeitsvorbereitung und der Projektierung von Schachtbauten sowie der Verbesserung der Arbeitsbedingungen und der Mechanisierung der Arbeit im Bergbau |           |
| 1950 ↑ | Franz Lohwasser | | für neue Methoden der Arbeitsvorbereitung und der Projektierung von Schachtbauten sowie der Verbesserung der Arbeitsbedingungen und der Mechanisierung der Arbeit im Bergbau |           |
| 1950 ↑ | Rüdiger Schönfelder | | für neue Methoden der Arbeitsvorbereitung und der Projektierung von Schachtbauten sowie der Verbesserung der Arbeitsbedingungen und der Mechanisierung der Arbeit im Bergbau |           |
| 1950 ↑ | Kurt Hoheisel | | für neue Methoden der Arbeitsvorbereitung und der Projektierung von Schachtbauten sowie der Verbesserung der Arbeitsbedingungen und der Mechanisierung der Arbeit im Bergbau |           |
| 1950 ↑ | Hans Edelmann | | für neue Methoden der Arbeitsvorbereitung und der Projektierung von Schachtbauten sowie der Verbesserung der Arbeitsbedingungen und der Mechanisierung der Arbeit im Bergbau |           |
| 1950 ↑ | Kurt Seeling | | für neue Methoden der Arbeitsvorbereitung und der Projektierung von Schachtbauten sowie der Verbesserung der Arbeitsbedingungen und der Mechanisierung der Arbeit im Bergbau |           |
| 1950 ↑ | Franz Wirl | | für neue Methoden der Arbeitsvorbereitung und der Projektierung von Schachtbauten sowie der Verbesserung der Arbeitsbedingungen und der Mechanisierung der Arbeit im Bergbau |           |
| 1950 ↑ | Wilhelm Wittberger | | für neue Methoden der Arbeitsvorbereitung und der Projektierung von Schachtbauten sowie der Verbesserung der Arbeitsbedingungen und der Mechanisierung der Arbeit im Bergbau |           |
| 1950 ↑ | Rudolf Werner | | für neue Methoden der Arbeitsvorbereitung und der Projektierung von Schachtbauten sowie der Verbesserung der Arbeitsbedingungen und der Mechanisierung der Arbeit im Bergbau |           |
| 1951 ↑ | Hans Kühl | ehrenamtlicher Mitarbeiter der wissenschaftlichen Kommission für Zementtechnik bei der Hauptverwaltung Steine und Erden, Berater des Zentrallaboratoriums der VVB Zement                                                                       | für seine Arbeiten auf dem Gebiet der Silikatforschung, insbesondere der Zementchemie |           |
| 1951 ↑ | Hans Frühauf | Leiter des Instituts für Hochfrequenztechnik an der TH Dresden | für seine Arbeiten auf dem Gebiet der Radio-, Röhren-, Fernmelde- und Messtechnik |           |
| 1951 ↑ | Albert Norden | Leiter der Hauptabteilung Presse im Amt für Information | für wissenschaftliche Verdienste im Kampf um die Erhaltung des Friedens |           |
| 1951 ↑ | Kollektiv Buna | Kollektiv Buna | für wissenschaftliche Arbeiten auf dem Gebiet des synthetischen Kautschuks |           |
| 1951 ↑ | Johannes Nelles | Werkleiter in den Chemischen Werken Buna | für wissenschaftliche Arbeiten auf dem Gebiet des synthetischen Kautschuks |           |
| 1951 ↑ | Friedrich Moll | Produktionsleiter in den Chemischen Werken Buna | für wissenschaftliche Arbeiten auf dem Gebiet des synthetischen Kautschuks |           |
| 1951 ↑ | Carl-August Schumacher | Chefingenieur in den Chemischen Werken Buna | für wissenschaftliche Arbeiten auf dem Gebiet des synthetischen Kautschuks |           |
| 1951 ↑ | Franz Johne | Leiter der P-Abteilung in den Chemischen Werken Buna | für wissenschaftliche Arbeiten auf dem Gebiet des synthetischen Kautschuks |           |
| 1951 ↑ | Heinrich Sodomann | Leiter der K-Abteilung in den Chemischen Werken Buna | für wissenschaftliche Arbeiten auf dem Gebiet des synthetischen Kautschuks |           |
| 1951 ↑ | Robert Rompe | Direktor des Instituts für Festkörperforschung in Berlin-Buch, Direktor des II. Physikalischen Instituts der HU Berlin | für seine wissenschaftlichen Arbeiten über das Verhalten der Materie bei hohen Temperaturen und für die Anwendung der dabei gewonnenen Erkenntnisse in der Technik |           |
| 1951 ↑ | Getreidezüchter | Getreidezüchter | für die Züchtung neuer Getreidesorten |           |
| 1951 ↑ | Franz Vettel | | für die Züchtung neuer Getreidesorten |           |
| 1951 ↑ | Fritz Oberdorf | Leiter des Zentralinstituts für Pflanzenzüchtung in Bernburg | für die Züchtung neuer Getreidesorten |           |
| 1951 ↑ | Rudolf Schick | Leiter des Zentralforschungsinstituts für Pflanzenzucht in Groß-Lüsewitz | für ihre großen Erfolge als Kartoffel- und Futterpflanzenzüchter |           |
| 1951 ↑ | Hans Lembke | Saatzuchtleiter auf dem Saatzuchtbetrieb der Deutschen Saatzuchtgesellschaft in Malchow | für ihre großen Erfolge als Kartoffel- und Futterpflanzenzüchter |           |
| 1951 ↑ | Ludwig Binder | Direktor des Instituts für Starkstrom- und Hochspannungstechnik und des Elektrotechnischen Prüfamts | für seine Arbeiten auf dem Gebiet der Starkstrom- und Hochspannungstechnik |           |
| 1951 ↑ | Karl Lohmann | Professor mit Lehrstuhl für physikalische Chemie an der HU Berlin | für seine Arbeiten auf dem Gebiet der Biochemie, insbesondere für das Verfahren zur chemischen Bestimmung von Sexualhormonen |           |
| 1951 ↑ | Arthur Baumgarten | Direktor des Instituts für Rechtsphilosophie, Professor mit Lehrstuhl für Rechtsphilosophie und Strafrecht an der HU Berlin | für seine Lehr- und Forschungstätigkeit auf dem Gebiet der Rechtsphilosophie |           |
| 1952 ↑ | | | |           |
| Kollektiv „Isoperlon“ | Kollektiv „Isoperlon“ | für die hervorragenden Leistungen des Kollektivs bei der Herstellung eines Isolierlacks aus einheimischen Rohstoffen, der die Deutsche Demokratische Republik von schwer zu beschaffenden Importrohstoffen unabhängig macht                    | |           |
| Franz Bändel | Chefdirektor im Walzwerk für Buntmetalle Hettstedt | für die hervorragenden Leistungen des Kollektivs bei der Herstellung eines Isolierlacks aus einheimischen Rohstoffen, der die Deutsche Demokratische Republik von schwer zu beschaffenden Importrohstoffen unabhängig macht                    | |           |
| Ernst Seidel | Betriebsleiter im Walzwerk für Buntmetalle Hettstedt | für die hervorragenden Leistungen des Kollektivs bei der Herstellung eines Isolierlacks aus einheimischen Rohstoffen, der die Deutsche Demokratische Republik von schwer zu beschaffenden Importrohstoffen unabhängig macht                    | |           |
| Dieter Sundhoff | Hauptmechaniker und Produktionsleiter im Leuna-Werk „Walter Ulbricht“ | für die hervorragenden Leistungen des Kollektivs bei der Herstellung eines Isolierlacks aus einheimischen Rohstoffen, der die Deutsche Demokratische Republik von schwer zu beschaffenden Importrohstoffen unabhängig macht                    | |           |
| Erhard Fritzsche | Chemiker im Kunstseidenwerk „Friedrich Engels“ Premnitz | für die hervorragenden Leistungen des Kollektivs bei der Herstellung eines Isolierlacks aus einheimischen Rohstoffen, der die Deutsche Demokratische Republik von schwer zu beschaffenden Importrohstoffen unabhängig macht                    | |           |
| Gotthart Köhler | Technischer Direktor im Elektromotorenwerk Wernigerode | für die hervorragenden Leistungen des Kollektivs bei der Herstellung eines Isolierlacks aus einheimischen Rohstoffen, der die Deutsche Demokratische Republik von schwer zu beschaffenden Importrohstoffen unabhängig macht                    | |           |
| Otto Fritsche | Leiter der Abteilung Forschung und Entwicklung im Elektromotorenwerk Wernigerode | für die hervorragenden Leistungen des Kollektivs bei der Herstellung eines Isolierlacks aus einheimischen Rohstoffen, der die Deutsche Demokratische Republik von schwer zu beschaffenden Importrohstoffen unabhängig macht                    | |           |
| Kurt Nehring | Mitglied der Deutschen Akademie der Landwirtschaftswissenschaften zu Berlin Professor mit Lehrstuhl an der Universität Rostock Direktor des Instituts für Tierernährung und Bodenkunde in Leipzig-Möckern | für seine wissenschaftlichen Arbeiten auf allen Gebieten der Agrikulturchemie und die von ihm verfassten Lehrbücher | |           |
| Gerhardt Katsch | Professor mit Lehrstuhl für Innere Medizin an der Universität Greifswald | für seine außerordentlichen Verdienste um die Erforschung und Behandlung der Zuckerkrankheit. | |           |
| Kollektiv „Preßstoffkarosserie“                                                                                                | Kollektiv „Preßstoffkarosserie“ | für die Herstellung einer neuen Preßstoffkarosserie für Personenkraftwagen | |           |
| Kurt Lang | Leiter der Hauptverwaltung Fahrzeugbau im Ministerium für Maschinenbau | für die Herstellung einer neuen Preßstoffkarosserie für Personenkraftwagen | |           |
| Fritz Hans | Haupttechnologe in der Hauptverwaltung Fahrzeugbau im Ministerium für Maschinenbau | für die Herstellung einer neuen Preßstoffkarosserie für Personenkraftwagen | |           |
| Erich Klauß | Abteilungsleiter im Werk Audi für Karosseriebau, zur Zeit Leiter des Werkes Mosel/Sa | für die Herstellung einer neuen Preßstoffkarosserie für Personenkraftwagen | |           |
| Wilhelm Ladewig | Versuchsingenieur im IFA-Forschungs- und Entwicklungswerk Chemnitz | für die Herstellung einer neuen Preßstoffkarosserie für Personenkraftwagen | |           |
| Wolfgang Barthel | Versuchsingenieur im IFA-Forschungs- und Entwicklungswerk Chemnitz | für die Herstellung einer neuen Preßstoffkarosserie für Personenkraftwagen | |           |
| Josef Schallenberg | Technischer Leiter des Hartpappenwerkes Polenz VEB, Polenz b. Neustadt/Sa | für die Herstellung einer neuen Preßstoffkarosserie für Personenkraftwagen | |           |
| Kollektiv „Großsender“ aus Beschäftigten des Funkwerks Köpenick und Mitarbeitern des Ministeriums für Post- und Fernmeldewesen | Kollektiv „Großsender“ aus Beschäftigten des Funkwerks Köpenick und Mitarbeitern des Ministeriums für Post- und Fernmeldewesen                                                                            | für ihre hervorragenden Leistungen beim Bau eines neuen großen Senders der DDR | |           |
| Heinrich Weber | | für ihre hervorragenden Leistungen beim Bau eines neuen großen Senders der DDR | |           |
| Rudolf Kaiser | | für ihre hervorragenden Leistungen beim Bau eines neuen großen Senders der DDR | |           |
| Heinz Andreas | | für ihre hervorragenden Leistungen beim Bau eines neuen großen Senders der DDR | |           |
| Heinz Solger | | für ihre hervorragenden Leistungen beim Bau eines neuen großen Senders der DDR | |           |
| Paul Koy | | für ihre hervorragenden Leistungen beim Bau eines neuen großen Senders der DDR | |           |
| Max Lewerenz | | für ihre hervorragenden Leistungen beim Bau eines neuen großen Senders der DDR | |           |
| Friedrich Müssemeier | Professor mit Lehrstuhl und Direktor des Instituts für Veterinärpolizei an der HU Berlin | für seine hervorragenden Verdienste auf dem Gebiet der staatlichen Tierseuchenbekämpfung | |           |
| Kurt Täufel | stellvertretender Direktor des Instituts für Ernährungs- und Verpflegungswissenschaft Potsdam-Rehbrücke                                                                                                   | für sein Lebenswerk auf dem Gebiet der Nahrungsmittelchemie | |           |
| Walter Schlaak | Leiter des Konstruktionsbüros in Wolgast | für seine Leistungen bei der Projektierung und Konstruktion von Hochseeschiffen der DDR | |           |
| Max Bürger | Professor mit Lehrstuhl für Innere Medizin an der KMU, Direktor der medizinischen Klinik Leipzig | für seine bedeutenden wissenschaftlichen Verdienste um die Altersforschung und die Altersphysiologie der verschiedenen Altersstufen | |           |
| Kollektiv „Walzwerker-Brigadiere“                                                                                              | Kollektiv „Walzwerker-Brigadiere“ | für ihre großen und erfolgreichen Leistungen zu Ehren der II. Parteikonferenz der SED | |           |
| Peter Waßmuth | Walzwerker und Brigadier im Walzwerk „Willy Becker“ Kirchmöser | für ihre großen und erfolgreichen Leistungen zu Ehren der II. Parteikonferenz der SED | |           |
| Max Holländer | Walzwerker und Brigadier im Walzwerk für Buntmetalle Hettstedt | für ihre großen und erfolgreichen Leistungen zu Ehren der II. Parteikonferenz der SED | |           |
| Georg Sczypa | Schichtleiter und Walzwerker-Brigadier im Kupfer-Blechwalzwerk „Michael Niederkirchner“ Ilsenburg | für ihre großen und erfolgreichen Leistungen zu Ehren der II. Parteikonferenz der SED | |           |
| Max Hornauer | Walzwerker und Brigadier im Stahl- und Walzwerk Riesa | für ihre großen und erfolgreichen Leistungen zu Ehren der II. Parteikonferenz der SED | |           |
| Erst Helmig | Obermeister im Stahl- und Walzwerk Gröditz | für ihre großen und erfolgreichen Leistungen zu Ehren der II. Parteikonferenz der SED | |           |
| 1953 ↑ | | | |           |
| Siegfried Bowens | Leiter der Abteilung Arbeit im VEB Kraftwerk Zschornewitz | für die Entwicklung und Anwendung von Schnellreparaturmethoden an Hauptausrüstungen in Kraftwerken | |           |
| Ludwig Müller | Gruppenleiter für Vorplanung im VEB Kraftwerk Zschornewitz | für die Entwicklung und Anwendung von Schnellreparaturmethoden an Hauptausrüstungen in Kraftwerken | |           |
| Heinrich Bertsch | Vorsitzender des Technisch-Wissenschaftlichen Rates im Staatssekretariat für Chemie | für seine Forschungsarbeiten auf dem Gebiet der Chemie, insbesondere der oberflächenaktiven Stoffe | |           |
| Wilhelm Clausen | Direktor der Universitäts-Augenklinik Halle | für hervorragende Verdienste in allen zweigen der Augenheilkunde, insbesondere für seine Arbeiten über die Hornhautüberpflanzung | |           |
| Hans Heinrich Franck | Präsident der Kammer der Technik, Leiter des Instituts für angewandte Silikatforschung Berlin | für seine Arbeiten auf dem Gebiet der Düngemittel- und Kunststoffchemie | |           |
| Friedrich Adolf Willers | Direktor des Instituts für angewandte Mathematik der TH Dresden | für hervorragende Arbeiten auf dem Gebiet der angewandten mathematischen Wissenschaften | |           |
| Hermann Grapow | Abteilungsleiter im Institut für Orientforschung der DAW Berlin | für seine anerkannten wissenschaftlichen Arbeiten auf dem Gebiet der Ägyptologie | |           |
| Alfred Meusel | Direktor des Museums für Deutsche Geschichte | für seine hervorragenden Verdienste beim Aufbau des Museums für Deutsche Geschichte | |           |
| Kurt Mothes | Leiter der Chemischen Abteilung des Instituts für Kulturpflanzenforschung Gatersleben | für seine wissenschaftlichen Arbeiten auf dem Gebiete des Stickstoff-Stoffwechsels, der Enzymologie und chemischen Mikrobiologie | |           |
| Karl Schmalfuß | Professor mit Lehrstuhl an der MLU Halle | für seine hervorragenden Arbeiten auf dem Gebiet der Pflanzenernährung, insbesondere für sein Lehrbuch Pflanzenernährung und Bodenkunde, das die Grundlage für die Ausbildung der Studierenden des Fachgebiets geworden ist                    | |           |
| Walter Frenzel | Direktor des Instituts für Technologie der Faser in Pirna-Copitz | für grundlegende Arbeiten auf dem Gebiet der Prüftechnik und der Technologie der Faser | |           |
| 1954 ↑ | Richard Pfeifer | Leiter des Hirnforschungsinstituts in Leipzig | für seine hervorragenden schöpferisch-wissenschaftlichen Arbeiten auf dem Gebiet der Hirnforschung, insbesondere für die von ihm entwickelte Methode der vollkommenen Gefäßinjektionen, die neue Möglichkeiten zur Erforschung des Gefäßsystems des Gehirns ermöglichte |           |
| 1954 ↑ | Friedrich Zucker | Professor mit Lehrstuhl an der FSU Jena | für seine hervorragenden Arbeiten auf dem Gebiet der Altertumswissenschaft, insbesondere der Papyruskunde, die ihm internationale Anerkennung verschafften |           |
| 1954 ↑ | Heinz Röhrer | Präsident des Friedrich-Loeffler-Instituts Insel Riems | für seine wissenschaftlichen Arbeiten auf dem Gebiet der Virusforschung, insbesondere für seinen Anteil an der Bekämpfung der Schweinepestepidemie 1953 durch Impfung mit Kristallviolettvaccine |           |
| 1954 ↑ | Wilhelm Stahl | Direktor des Instituts für Tierzucht der HU Berlin, Direktor des Tierzuchtinstituts der Uni Rostock, Direktor der Zentralen Forschungsanstalt Dummersdorf                                                                                      | für seine hervorragenden wissenschaftlichen Arbeiten und Arbeitserfolge auf dem Gebiet der Tierzucht und Tierernährung, insbesondere für seine Untersuchungen über die Einflüsse von Vererbung, Fütterung und Haltung auf die Gesundheit und Leistungssteigerung der Tiere |           |
| 1954 ↑ | Paul Görlich | wissenschaftlicher Hauptleiter beim VEB Optik Carl Zeiß Jena | für seine international anerkannten Forschungsarbeiten auf dem Gebiet des Fotoeffektes und sein Buch über Fotozellen, das als Standardwerk auf diesem Gebiet gilt |           |
| 1954 ↑ | Karl-Friedrich Lüdemann | Professor an der HU Berlin | für die Verbesserung der Qualität des Siemens-Martin-Stahls sowie die Neuentwicklungsverfahren verschiedener für die Volkswirtschaft wichtiger Stähle und ihre Einführung in die Produktion |           |
| 1954 ↑ | Eduard Maurer | | für die Verbesserung der Qualität des Siemens-Martin-Stahls sowie die Neuentwicklungsverfahren verschiedener für die Volkswirtschaft wichtiger Stähle und ihre Einführung in die Produktion |           |
| 1954 ↑ | Georg Leyh | ehemaliger Direktor der Universitätsbibliothek Tübingen | für seine hervorragenden, international anerkannten Arbeiten auf dem Gebiet der Bibliothekswissenschaft und für seine hervorragenden Verdienste um die Einheit im deutschen Bibliothekswesen |           |
| 1954 ↑ | Heinrich Bredt | Direktor des Pathologischen Instituts der KMU Leipzig | für seine bedeutenden wissenschaftlichen Leistungen auf dem Gebiet der pathologischen Physiologie der Hormone und der allgemeinen spezialen Pathologie sowie für seine Arbeiten über die Arteriosklerose und die Sklerose der Lungenschlagader |           |
| 1954 ↑ | Kurt Schwabe | Direktor des Instituts für Elektrochemie und physikalische Chemie an der TH Dresden | für seine bedeutenden Arbeiten auf dem Gebiet der Elektrochemie, insbesondere für seine Forschungen auf dem Gebiet der theoretischen und betrieblichen Anwendung der pH-Wertbestimmungen und der Potentiometrie |           |
| 1955 ↑ | Ernst Bloch | Professor mit Lehrstuhl für Philosophie und Direktor des Instituts für Philosophie der KMU Leipzig | für seine philosophischen Werke der letzten Jahre, die eine tiefdringende Analyse der Welt mit einer progressiven Einstellung verbinden |           |
| 1955 ↑ | Reinhard Buchwald | Professor für Deutsche Geistesgeschichte und Literaturwissenschaft in Heidelberg | für seine hervorragenden Arbeiten auf dem Gebiet der Schiller-Forschung |           |
| 1955 ↑ | Kollektiv | Kollektiv | für die kurzfristige Entwicklung und den Bau einer relaisgesteuerten Zwillingsrechenmaschine, welche die Durchführung schwierigster Rechenoperationen zur Berechnung optischer Systeme gestattet |           |
| 1955 ↑ | Herbert Kortum | Entwicklungshauptleiter im VEB Carl Zeiss Jena | für die kurzfristige Entwicklung und den Bau einer relaisgesteuerten Zwillingsrechenmaschine, welche die Durchführung schwierigster Rechenoperationen zur Berechnung optischer Systeme gestattet |           |
| 1955 ↑ | Wilhelm Kämmerer | Entwicklungsleiter im VEB Carl Zeiss Jena | für die kurzfristige Entwicklung und den Bau einer relaisgesteuerten Zwillingsrechenmaschine, welche die Durchführung schwierigster Rechenoperationen zur Berechnung optischer Systeme gestattet |           |
| 1955 ↑ | Kurt Meyer | Leiter des Emulsions-Technikums im VEB Filmfabrik AGFA Wolfen | für seine wissenschaftlichen Untersuchungen photographischer Emulsionen und seine erfolgreichen Entwicklungsarbeiten zur Erzeugung höchstlichtempfindlicher Colorfilme |           |
| 1955 ↑ | Wolfgang Rosenthal | Professor mit Lehrstuhl für Zahnheilkunde und Kieferchirurgie, Direktor der Universitätskieferklinik der HU Berlin | in Würdigung seiner Verdienste als pionier auf dem Gebiet der Kieferchirurgie in Deutschland |           |
| 1955 ↑ | Leo Stern | Rektor der MLU Halle, Direktor des Instituts für Deutsche Geschichte in Halle | für seine hervorragenden wissenschaftlichen Arbeiten auf dem Gebiet der deutschen Geschichte, insbesondere der Geschichte der deutschen Arbeiterbewegung |           |
| 1955 ↑ | Erwin Stresemann | Stellvertretender Direktor des Naturkundemuseums, Leiter der ornithologischen Abteilung | in Würdigung seiner überragenden Arbeiten auf dem Gebiet der Ornithologie |           |
| 1955 ↑ | Kollektiv | Kollektiv | für die Erarbeitung des dreibändigen "Handbuchs des Genossenschaftsbauern" |           |
| 1955 ↑ | Kurt Vieweg | Direktor des Instituts für Agrarökonomik der DAL | für die Erarbeitung des dreibändigen "Handbuchs des Genossenschaftsbauern" |           |
| 1955 ↑ | Otto Rosenkranz | Direktor des Instituts für Wirtschaftslehre des Landbaus sowie kommissarischer Direktor des Instituts für Landmaschinenkunde der KMU Leipzig                                                                                                   | für die Erarbeitung des dreibändigen "Handbuchs des Genossenschaftsbauern" |           |
| 1955 ↑ | Friedrich Weller | Professor mit Lehrstuhl für indische Philologie und Direktor des Indischen Instituts der KMU Leipzig | in Würdigung seiner umfangreichen Forschungsarbeiten auf den Gebieten der Sinologie und Tibetologie, insbesondere für seine eingehende Erforschung der Schriftquellen des Buddhismus |           |
| 1955 ↑ | Kollektiv „Tiefziehpresse“ | Kollektiv „Tiefziehpresse“ | für ihren Anteil bei der Schaffung zahlreicher moderner Konstruktionen des VEB „Henry Pels“, insbesondere für die Entwicklung und den Bau einer dreifach wirkenden mechanischen Vierpunkt-Tiefziehpresse mit einem Arbeitsdruck von 1600 t und einer Ziehtiefe von 450 mm |           |
| 1955 ↑ | Jakob Nader | Werkleiter im VEB Schwermaschinenbau „Henry Pels“ Erfurt | für ihren Anteil bei der Schaffung zahlreicher moderner Konstruktionen des VEB „Henry Pels“, insbesondere für die Entwicklung und den Bau einer dreifach wirkenden mechanischen Vierpunkt-Tiefziehpresse mit einem Arbeitsdruck von 1600 t und einer Ziehtiefe von 450 mm |           |
| 1955 ↑ | Paul Herold | Konstruktionsleiter im VEB Schwermaschinenbau „Henry Pels“ Erfurt | für ihren Anteil bei der Schaffung zahlreicher moderner Konstruktionen des VEB „Henry Pels“, insbesondere für die Entwicklung und den Bau einer dreifach wirkenden mechanischen Vierpunkt-Tiefziehpresse mit einem Arbeitsdruck von 1600 t und einer Ziehtiefe von 450 mm |           |
| 1955 ↑ | Siegfried Alberts | Entwicklungskontrukteur im VEB Schwermaschinenbau „Henry Pels“ Erfurt | für ihren Anteil bei der Schaffung zahlreicher moderner Konstruktionen des VEB „Henry Pels“, insbesondere für die Entwicklung und den Bau einer dreifach wirkenden mechanischen Vierpunkt-Tiefziehpresse mit einem Arbeitsdruck von 1600 t und einer Ziehtiefe von 450 mm |           |
| 1956 ↑ | Theodor Brugsch | Ordinarius für Innere Medizin und Direktor der I. Med. Klinik der Charité | für seine hervorragenden Lehrbücher auf dem Gebiet der Medizin, insbesondere für sein Lehrbuch der Kardiologie |           |
| 1956 ↑ | Hermann von Guttenberg | Professor mit Lehrstuhl für das Fach Botanik, Direktor des Botanischen Instituts, Fachrichtungsleiter für Biologie der Mathematisch-Naturwissenschaftlichen Fakultät der Uni Rostock                                                           | in Würdigung seiner überragenden Forschungsarbeiten in mehr als 50-jähriger Tätigkeit auf den verschiedenen Gebieten der Botanik und Biologie |           |
| 1956 ↑ | Karl Kempny | ehemaliger Werkdirektor im VEB Stahl- und Walzwerk Riesa, jetzt Stellvertreter des Ministers für Berg- und Hüttenwesen | für die Projektierung und den Bau eines neuen Rohrwerkes |           |
| 1956 ↑ | Erwin Reichenbach | Professor mit Lehrstuhl für Zahn-, Mund- und Kieferheilkunde und Kieferchirurgie an der MLU Halle, Direktor der Klinik und Poliklinik für Zahn-, Mund- und Kieferkrankheiten in Halle                                                          | in Würdigung seiner hervorragenden Arbeiten auf fast allen Gebieten der Zahnheilkunde, insbesondere der Prothetik, Kieferchirurgie und Kieferorthopädie |           |
| 1956 ↑ | Kurt Ritter | Professor mit Lehrstuhl an der Landwirtschaftlich-Gärtnerischen Fakultät der HU Berlin, Direktor des Instituts für Agrarpolitik und Agrargeschichte der Landwirtschaftlich-Gärtnerischen Fakultät der HUB, Leiter der Forschungsstelle der DAL | für sein Buch Agrarwirtschaft und Agrarpolitik im Kapitalismus |           |
| 1956 ↑ | Kurt Schröder | Professor mit Lehrstuhl für Angewandte Mathematik und Direktor des II. Mathematischen Instituts der HU Berlin | in Würdigung seiner hervorragenden wissenschaftlichen Gesamtleistung auf dem Gebiet der Angewandten Mathematik |           |
| 1956 ↑ | Eduard Winter | Professor an der HU Berlin, Direktor des Instituts für Geschichte der Völker der UdSSR der HUB | für sein dreibändiges Werk über die deutsch-slawischen Wechselbeziehungen im 17. und 18. Jahrhundert |           |
| 1956 ↑ | Kollektiv Kuse | Kollektiv Kuse | für ihre bedeutungsvollen Arbeiten beim Aufbau der Energiewirtschaft in der DDR, insbesondere für die Entwicklung und den Bau einer weitsichtigen Typenreihe von Dampfturbinen, die 5- bis 50-MW-Maschinen umfasst |           |
| 1956 ↑ | Georg Kuse | Technischer Leiter im EKM Turbinen und Generatoren | für ihre bedeutungsvollen Arbeiten beim Aufbau der Energiewirtschaft in der DDR, insbesondere für die Entwicklung und den Bau einer weitsichtigen Typenreihe von Dampfturbinen, die 5- bis 50-MW-Maschinen umfasst |           |
| 1956 ↑ | Martin Gieseler | Abteilungsleiter im EKM Turbinen und Generatoren | für ihre bedeutungsvollen Arbeiten beim Aufbau der Energiewirtschaft in der DDR, insbesondere für die Entwicklung und den Bau einer weitsichtigen Typenreihe von Dampfturbinen, die 5- bis 50-MW-Maschinen umfasst |           |
| 1956 ↑ | Erich Kliemann | Abteilungsleiter im EKM Turbinen und Generatoren | für ihre bedeutungsvollen Arbeiten beim Aufbau der Energiewirtschaft in der DDR, insbesondere für die Entwicklung und den Bau einer weitsichtigen Typenreihe von Dampfturbinen, die 5- bis 50-MW-Maschinen umfasst |           |
| 1956 ↑ | Kollektiv "Wolcrylon" | Kollektiv "Wolcrylon" | für ihren Anteil an der Entwicklung und den Aufbau der Großproduktionsanlagen zur Herstellung der Faser Wolcrylon |           |
| 1956 ↑ | Max Duch | Betriebsleiter im VEB Filmfabrik AGFA Wolfen | für ihren Anteil an der Entwicklung und den Aufbau der Großproduktionsanlagen zur Herstellung der Faser Wolcrylon |           |
| 1956 ↑ | Helmuth Lehnert | Chemo-Techniker im VEB Filmfabrik AGFA Wolfen | für ihren Anteil an der Entwicklung und den Aufbau der Großproduktionsanlagen zur Herstellung der Faser Wolcrylon |           |
| 1956 ↑ | Albert Grimm | Leiter des Wissenschaftlichen Hauptlaboratoriums und Technikums im VEB Chemische Werke Buna | für ihren Anteil an der Entwicklung und den Aufbau der Großproduktionsanlagen zur Herstellung der Faser Wolcrylon |           |
| 1956 ↑ | Friedrich Wintermeyer | Leiter der Konstruktionsabteilung im VEB Chemische Werke Buna | für ihren Anteil an der Entwicklung und den Aufbau der Großproduktionsanlagen zur Herstellung der Faser Wolcrylon |           |
| 1956 ↑ | Wilhelm Blauhut | Oberingenieur in der Organischen Abteilung des VEB Leunawerke „Walter Ulbricht“ | für ihren Anteil an der Entwicklung und den Aufbau der Großproduktionsanlagen zur Herstellung der Faser Wolcrylon |           |
| 1956 ↑ | Martin Köthnig | Chemiker in der Forschungsabteilung des VEB Leunawerke „Walter Ulbricht“ | für ihren Anteil an der Entwicklung und den Aufbau der Großproduktionsanlagen zur Herstellung der Faser Wolcrylon |           |
| 1956 ↑ | Kollektiv der SDAG Wismut | Kollektiv der SDAG Wismut | für ihre hervorragenden, durch Einführung und Weiterentwicklung neuer Arbeitsmethoden möglich gewordenen Leistungen in der Rundschachtteufe |           |
| 1956 ↑ | Heinz Herman | Hauptmechaniker bei der SDAG Wismut | für ihre hervorragenden, durch Einführung und Weiterentwicklung neuer Arbeitsmethoden möglich gewordenen Leistungen in der Rundschachtteufe |           |
| 1956 ↑ | Lothar Kehrer | Steiger bei der SDAG Wismut | für ihre hervorragenden, durch Einführung und Weiterentwicklung neuer Arbeitsmethoden möglich gewordenen Leistungen in der Rundschachtteufe |           |
| 1956 ↑ | Wilhelm Linke | Maurerbrigadier bei der SDAG Wismut | für ihre hervorragenden, durch Einführung und Weiterentwicklung neuer Arbeitsmethoden möglich gewordenen Leistungen in der Rundschachtteufe |           |
| 1956 ↑ | Heinrich Neumann | Hauptingenieur bei der SDAG Wismut | für ihre hervorragenden, durch Einführung und Weiterentwicklung neuer Arbeitsmethoden möglich gewordenen Leistungen in der Rundschachtteufe |           |
| 1956 ↑ | Heinz Rädel | Hauerbrigadier bei der SDAG Wismut | für ihre hervorragenden, durch Einführung und Weiterentwicklung neuer Arbeitsmethoden möglich gewordenen Leistungen in der Rundschachtteufe |           |
| 1956 ↑ | Walter Steblik | Reviersteiger bei der SDAG Wismut | für ihre hervorragenden, durch Einführung und Weiterentwicklung neuer Arbeitsmethoden möglich gewordenen Leistungen in der Rundschachtteufe |           |
| 1957 ↑ | Hans Sachtleben | Direktor des Deutschen Entomologischen Instituts Berlin-Friedrichshagen der DAL | für seine hervorragenden Forschungsarbeiten auf dem Gebiet der Entomologie |           |
| 1957 ↑ | Leopold Wolf | Direktor des Instituts für anorganische Chemie der KMU | für die bedeutenden Ergebnisse seiner wissenschaftlichen Arbeiten auf dem Gebiet der Komplexverbindungen der seltenen Erden, insbesondere für die Auftrennung dieser seltenen Elemente auf dem Wege der Austauschertechnik |           |
| 1958 ↑ | Artur Lösche | Professor für Physik an der KMU Leipzig | für seine hervorragenden wissenschaftlichen Arbeiten auf den Gebieten der Molekularphysik und der Untersuchungen paramagnetischer Kernresonanzen, die internationale Anerkennung gefunden haben, für seine umfangreichen Beiträge zu Lehrbüchern der Kernphysik und für seine große Förderung des wissenschaftlichen Nachwuchses von Physikern in der DDR                     |           |
| 1958 ↑ | Franz Sauerwald | Professor mit Lehrstuhl für physikalische Chemie an der MLU Halle | für seine hervorragenden wissenschaftlichen Arbeiten auf den Gebieten der physikalischen Chemie von Flüssigkeiten, der Sinterprozesse und der Konstitutionsforschung an festen Legierungen, die insbesondere für die Atomreaktorkühlung von großer Bedeutung sind |           |
| 1958 ↑ | Ernst Schiebold | Institutsdirektor und Professor mit Lehrstuhl für Werkstoffkunde und Werkstoffprüfung, Dekan der Fakultät für Maschinenbau an der Hochschule für Schwermaschinenbau Magdeburg                                                                  | für seine hervorragenden wissenschaftlichen Arbeiten auf den Gebieten der Werkstoffkunde, insbesondere der zerstörungsfreien Werkstoffprüfung, der Röntgenographie, der Kristallographie und der Metallographie und für seine große Initiative bei der Anwendung seiner Methoden in der Industrie                                                                             |           |
| 1958 ↑ | Kollektiv „Doppelstockgliederung“ | Kollektiv „Doppelstockgliederung“ | für ihren Anteil an der Entwicklung des Doppelstockgliederzuges |           |
| 1958 ↑ | Erwin Kramer | Minister für Verkehrswesen der DDR | für ihren Anteil an der Entwicklung des Doppelstockgliederzuges |           |
| 1958 ↑ | Friedrich Nüsken | Chefstatiker des VEB Waggonbau Görlitz | für ihren Anteil an der Entwicklung des Doppelstockgliederzuges |           |
| 1958 ↑ | Alfred Grevesmühl | Abteilungsleiter im Technischen Zentralamt der Deutschen Reichsbahn | für ihren Anteil an der Entwicklung des Doppelstockgliederzuges |           |
| 1958 ↑ | Kollektiv | Kollektiv | für ihren Anteil an den hervorragenden wissenschaftlichen Arbeiten auf den Gebieten der Radiochemie, der Aktivitätsmessungen, der Dosimetrie radioaktiver Strahlungen und der Messmethoden auf diesem Gebiete, durch die der Anschluss an das Weltniveau erreicht wurde und für die große Förderung des wissenschaftlichen Nachwuchses von Physikern und Chemikern in der DDR |           |
| 1958 ↑ | Carl Friedrich Weiß | Direktor des Instituts für angewandte Radioaktivität der DAW | für ihren Anteil an den hervorragenden wissenschaftlichen Arbeiten auf den Gebieten der Radiochemie, der Aktivitätsmessungen, der Dosimetrie radioaktiver Strahlungen und der Messmethoden auf diesem Gebiete, durch die der Anschluss an das Weltniveau erreicht wurde und für die große Förderung des wissenschaftlichen Nachwuchses von Physikern und Chemikern in der DDR |           |
| 1958 ↑ | Walter Herrmann | Stellvertretender Direktor des Instituts für angewandte Radioaktivität der DAW | für ihren Anteil an den hervorragenden wissenschaftlichen Arbeiten auf den Gebieten der Radiochemie, der Aktivitätsmessungen, der Dosimetrie radioaktiver Strahlungen und der Messmethoden auf diesem Gebiete, durch die der Anschluss an das Weltniveau erreicht wurde und für die große Förderung des wissenschaftlichen Nachwuchses von Physikern und Chemikern in der DDR |           |
| 1958 ↑ | Kollektiv der SDAG Wismut | Kollektiv der SDAG Wismut | für ihren Anteil an der technischen Vervollkommnung der Rundschachtteufe durch Anwendung der neuesten Errungenschaften der Technik und sozialistischen Arbeitsmethoden sowie für die Einführung des Großraumschießens und der weiteren Entwicklung der Mechanisierung, die eine wesentliche Steigerung der Fördermenge und damit der Arbeitsproduktivität erwirkte            |           |
| 1958 ↑ | Sigmar Naumann | Komplex-Brigadier | für ihren Anteil an der technischen Vervollkommnung der Rundschachtteufe durch Anwendung der neuesten Errungenschaften der Technik und sozialistischen Arbeitsmethoden sowie für die Einführung des Großraumschießens und der weiteren Entwicklung der Mechanisierung, die eine wesentliche Steigerung der Fördermenge und damit der Arbeitsproduktivität erwirkte            |           |
| 1958 ↑ | Werner Benkert | Komplex-Brigadier | für ihren Anteil an der technischen Vervollkommnung der Rundschachtteufe durch Anwendung der neuesten Errungenschaften der Technik und sozialistischen Arbeitsmethoden sowie für die Einführung des Großraumschießens und der weiteren Entwicklung der Mechanisierung, die eine wesentliche Steigerung der Fördermenge und damit der Arbeitsproduktivität erwirkte            |           |
| 1958 ↑ | Karl-Heinz Vaupel | Ingenieur für Schieß- und Sprengarbeiten | für ihren Anteil an der technischen Vervollkommnung der Rundschachtteufe durch Anwendung der neuesten Errungenschaften der Technik und sozialistischen Arbeitsmethoden sowie für die Einführung des Großraumschießens und der weiteren Entwicklung der Mechanisierung, die eine wesentliche Steigerung der Fördermenge und damit der Arbeitsproduktivität erwirkte            |           |
| 1958 ↑ | Rolf Hogen | Hauptmechaniker | für ihren Anteil an der technischen Vervollkommnung der Rundschachtteufe durch Anwendung der neuesten Errungenschaften der Technik und sozialistischen Arbeitsmethoden sowie für die Einführung des Großraumschießens und der weiteren Entwicklung der Mechanisierung, die eine wesentliche Steigerung der Fördermenge und damit der Arbeitsproduktivität erwirkte            |           |
| 1958 ↑ | Edmund Meier | Leiter eines Montage-Kontors | für ihren Anteil an der technischen Vervollkommnung der Rundschachtteufe durch Anwendung der neuesten Errungenschaften der Technik und sozialistischen Arbeitsmethoden sowie für die Einführung des Großraumschießens und der weiteren Entwicklung der Mechanisierung, die eine wesentliche Steigerung der Fördermenge und damit der Arbeitsproduktivität erwirkte            |           |
| 1958 ↑ | Werner Tzschoppe | Oberingenieur | für ihren Anteil an der technischen Vervollkommnung der Rundschachtteufe durch Anwendung der neuesten Errungenschaften der Technik und sozialistischen Arbeitsmethoden sowie für die Einführung des Großraumschießens und der weiteren Entwicklung der Mechanisierung, die eine wesentliche Steigerung der Fördermenge und damit der Arbeitsproduktivität erwirkte            |           |
| 1959 ↑ | Heinz Barwich | Direktor des Zentralinstitutes für Kernforschung Rossendorf; Professor für Kerntechnik an der Technischen Hochschule Dresden | |           |
| 1959 ↑ | Friedrich Eisenkolb | Professor für Werkstoffkunde an der Technischen Hochschule Dresden | |           |
| 1959 ↑ | Hans Gummel | Direktor der Klinik für Geschwulstkrankheiten am Institut für Medizin und Biologie der Deutschen Akademie der Wissenschaften | |           |
| 1959 ↑ | Otto Hachenberg | Leiter des Heinrich-Hertz-Instituts für Schwingungsforschung in Berlin-Adlershof | |           |
| 1959 ↑ | Werner Hartmann | Direktor des VEB Vakutronik Dresden | |           |
| 1959 ↑ | Robert Havemann | Direktor des Instituts für Physikalische Chemie an der Humboldt-Universität in Ost-Berlin; Ordinarius für Physikalische Chemie | |           |
| 1959 ↑ | Werner Holzmüller | | |           |
| 1959 ↑ | Eberhard Leibnitz | Direktor des Leipziger Instituts für Verfahrenstechnik der organischen Chemie | |           |
| 1959 ↑ | Alfred Rieche | Professor für Technische Chemie an der Universität Jena | |           |
| 1959 ↑ | Franz Runge | Professor für technische Chemie an der MLU Halle | |           |
| 1959 ↑ | Wilhelm Unverzagt | Direktor des Instituts für Vor- und Frühgeschichte | |           |
| 1959 ↑ | Anton Priller | Ingenieur am Forschungsinstitut für Textiltechnologie und Textilmaschinenbau Karl-Marx-Stadt | für die Entwicklung einer Querfadenlegemaschine zur Herstellung der Textilie Skelan |           |
| 1959 ↑ | Kollektiv „Abraumförderbrücke“ VEB/BFG Lauchhammer | | |           |
| 1959 ↑ | Gerhard Eidner | | |           |
| 1959 ↑ | Richard Hagemann | | |           |
| 1959 ↑ | Alexander Felsenheimer | | |           |
| 1959 ↑ | Otto Süßmilch | | |           |
| 1959 ↑ | Wilhelm Rattmann | | |           |
| 1959 ↑ | Kollektiv Hermann Grapow | | |           |
| 1959 ↑ | Hildegard von Deines | | |           |
| 1959 ↑ | Wolfhart Westendorf | | |           |

## Preissummen
| Jahr   | Preissumme in Mark |
| ------ | ------------------ |
| 1949   | 500.000            |
| 1950   | 500.000            |
| 1951   | 500.000            |
| 1952   | 500.000            |
| 1953   | 500.000            |
| 1954   | 500.000            |
| 1955   | 500.000            |
| 1956   | 500.000            |
| 1957   | 100.000            |
| 1958   | 300.000            |
| 1959   | 700.000            |
| Gesamt | 5.100.0000.        |